# خيط سوطي

رسم تخطيطي لنوع الكافيتيريا الروينبرغية (السوطيات المتغايرة: السكرجينية) مع سوطين غير متساويين (سوطيات متغايرة): سوط أمامي قشى الخيوط (مع خيوط سوطية أنبوبية ثلاثية الأطراف) وسوط خلفي أملس

الخيوط السوطية (الاسم العلمي: Mastigonemes) هي "شعرات" جانبية ترتبط بسوط الطلائعيات. ترتبط الشعيرات الرقيقة بسوط الطحالب الحنديرية بينما تظهر الشعيرات الصلبة في السوطيات القشية ومخفيات النبت.
يبلغ قطر الشعيرات عند السوطيات القشية حوالي 15 نانومتر، وتتكون عادةً من جزء قاعدي مرن يتم إدخاله في غشاء الخلية، وهو عمود أنبوبي ينتهي في حد ذاته بـ "شعيرات" أصغر. إنها تعكس الاتجاه الناتج عن ضربات السوط. والنتيجة هي أن الخلية تنجذب إلى الماء وتنجذب جزيئات الطعام إلى سطح الأنواع غير المتجانسة.